# 8322 Kononovich
8322 Kononovich è un asteroide della fascia principale. Scoperto nel 1978, presenta un'orbita caratterizzata da un semiasse maggiore pari a 3,2251125 UA e da un'eccentricità di 0,1475864, inclinata di 1,80531° rispetto all'eclittica.